# Marydel (Maryland)
Marydel es un pueblo ubicado en el condado de Caroline en el estado estadounidense de Maryland. En el año 2010 tenía una población de 141 habitantes y una densidad poblacional de 761 personas por km².

## Geografía
Marydel se encuentra ubicado en las coordenadas 39°6′47″N 75°44′49″O / 39.11306, -75.74694.

## Demografía
Según la Oficina del Censo en 2000 los ingresos medios por hogar en la localidad eran de $51.250 y los ingresos medios por familia eran $53.438. Los hombres tenían unos ingresos medios de $39.250 frente a los $16.607 para las mujeres. La renta per cápita para la localidad era de $12.206. Alrededor del 16,6% de la población estaba por debajo del umbral de pobreza.